# Mazandaranis

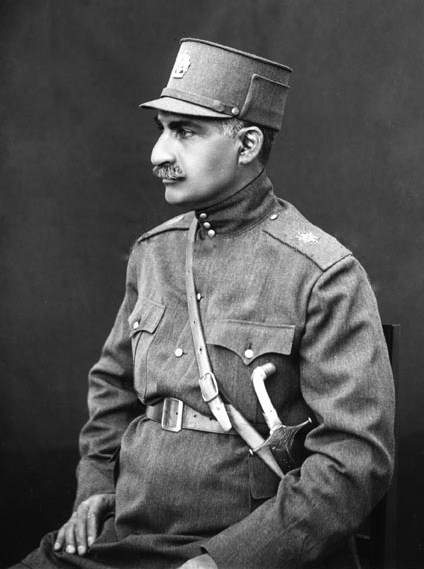

O povo Mazandaran é uma etnia iraniana originário do Cáucaso   que vive principalmente nas margens sul do Mar Cáspio, norte do Irã. O limite sul das áreas  Mazandaranis é a Cordilheira Elbruz.

## População
| Maiores grupos étnicos do Irã |
| ----------------------------- |

A população dos Mazandaranis fiaca entre 3 e 4 milhões (estimativa 2006). A religião dominante é o  Xiismo islâmico.

## Referência externa
- A research about DNA of Mazandarani people